# Roberto Poli
Roberto Poli (Pistoia, 28 giugno 1938 – 24 febbraio 2025) è stato un dirigente d'azienda italiano.

## Biografia
Accademico, docente di finanza aziendale presso l'Università Cattolica del Sacro Cuore di Milano dal 1966 al 1998, ha fondato una società di consulenza specializzata in corporate finance, che nel corso di oltre quarant'anni di attività si è occupata a vario titolo di operazioni di passaggio generazionale, M&A e ristrutturazione del debito in molte tra le più importanti società italiane, quotate e non.
È stato presidente della Rizzoli-Corriere della Sera S.p.A. (1984) e di Publitalia '80 S.p.A. nonché membro del consiglio di amministrazione o del collegio sindacale di alcune tra le  maggiori società italiane, tra le quali IRI, Fondazione Cariplo, Merloni Elettrodomestici, Banca Commerciale Italiana, Arnoldo Mondadori Editore e Perennius Capital Partners SGR.
Nel 2002 il governo guidato da Silvio Berlusconi lo designa presidente di Eni, la maggiore società italiana per dimensione e grado di internazionalizzazione. Conserva la carica per nove anni, sino ad aprile 2011, divenendo il Presidente con maggiore longevità di carica di ENI da quando fu fondata.
È attualmente Presidente o membro del consiglio di amministrazione di Fininvest, Mondadori, Coesia, Praesidium SGR, Ospedale San Raffaele, Istituto Ortopedico Galeazzi, oltre che consigliere di alcune importanti famiglie industriali.
È stato membro del Comitato di Presidenza di Assonime (Associazione fra le Società italiane per Azioni).
Il 30 maggio 2008 è stato insignito dell'onorificenza di Cavaliere del lavoro.